# یاکوب فولهارد
یاکوب فولهارد (آلمانی: Jacob Volhard؛ ۴ ژوئن ۱۸۳۴ – ۱۴ ژانویهٔ ۱۹۱۰) یک شیمی‌دان اهل آلمان بود.